# Baie Bretonne
La baie Bretonne est une baie de l'ouest de la Grande Terre des îles Kerguelen dans les Terres australes et antarctiques françaises (TAAF).

## Géographie
La baie est formée par les côtes sud de l'île de l'Ouest et de la presqu'île des Lacs, au nord ; par les rivages occidentaux de la Grande Terre à l'est ; et de la péninsule Rallier du Baty, au sud-est. Elle s'ouvre sur l'océan Indien depuis le cap Louis au nord jusqu'au cap Rosily au sud. Large de 35 km et longue de 17 km au maximum, elle s'étend sur environ 325 km2 de superficie.
Elle possède deux principales subdivisions que sont au nord la baie Fermée et la baie du Melissas, et au sud plusieurs anses le long de la péninsule Rallier du Baty.
En plus de l'île de l'Ouest qui la définit au nord, la baie Bretonne accueille (du nord au sud), l'île de la Francès, les îlots Max Christensen, les îlots Kernabat et l'îlot Rosily qui la définit au sud.

## Toponymie
Historiquement la baie est nommée Young William Bay par les phoquiers anglais et américains qui chassaient dans les Kerguelen au XIXe siècle, appellation sous laquelle elle figure sur la carte de John Nunn de 1850. Son nom actuel lui est donné par Raymond Rallier du Baty lors de ses voyages d'exploration des Kerguelen en 1908 et 1913 – et figurant ainsi sur sa carte de 1922 – en référence à la Bretagne, la région natale d'Yves de Kerguelen, le découvreur de l'archipel.